# Liste des évêques de Fort Worth
Cette page présente la liste des évêques de Fort Worth. 
Le diocèse de Fort Worth (Dioecesis Arcis-Vorthensis) est érigé le 9 août 1969, à la suite de la scission du diocèse de Dallas-Fort Worth.

## Sont évêques
- 22 août 1969-16 septembre 1980 : John Cassata (John Joseph Cassata)
- 10 juillet 1981-12 juillet 2005 : Joseph Delaney (Joseph Patrick Delaney)
- 12 juillet 2005-21 septembre 2012 : Kevin Vann (Kevin William Vann), transféré à Orange en Californie
- 21 septembre 2012-19 novembre 2013 : siège vacant
- depuis le 19 novembre 2013 : Michael Olson (Michael F. Olson)[1]

## Sources
- (en) Fiche du diocèse sur le site catholic-hierarchy.org